# Thạch nhũ

Thạch nhũ và măng đá

Thạch nhũ hay nhũ đá được hình thành do cặn của nước nhỏ giọt đọng lại trải qua hàng trăm, nghìn năm. Nó là khoáng vật hang động thứ sinh treo trên trần hay tường của các hang động.

## Hình thành và kiểu

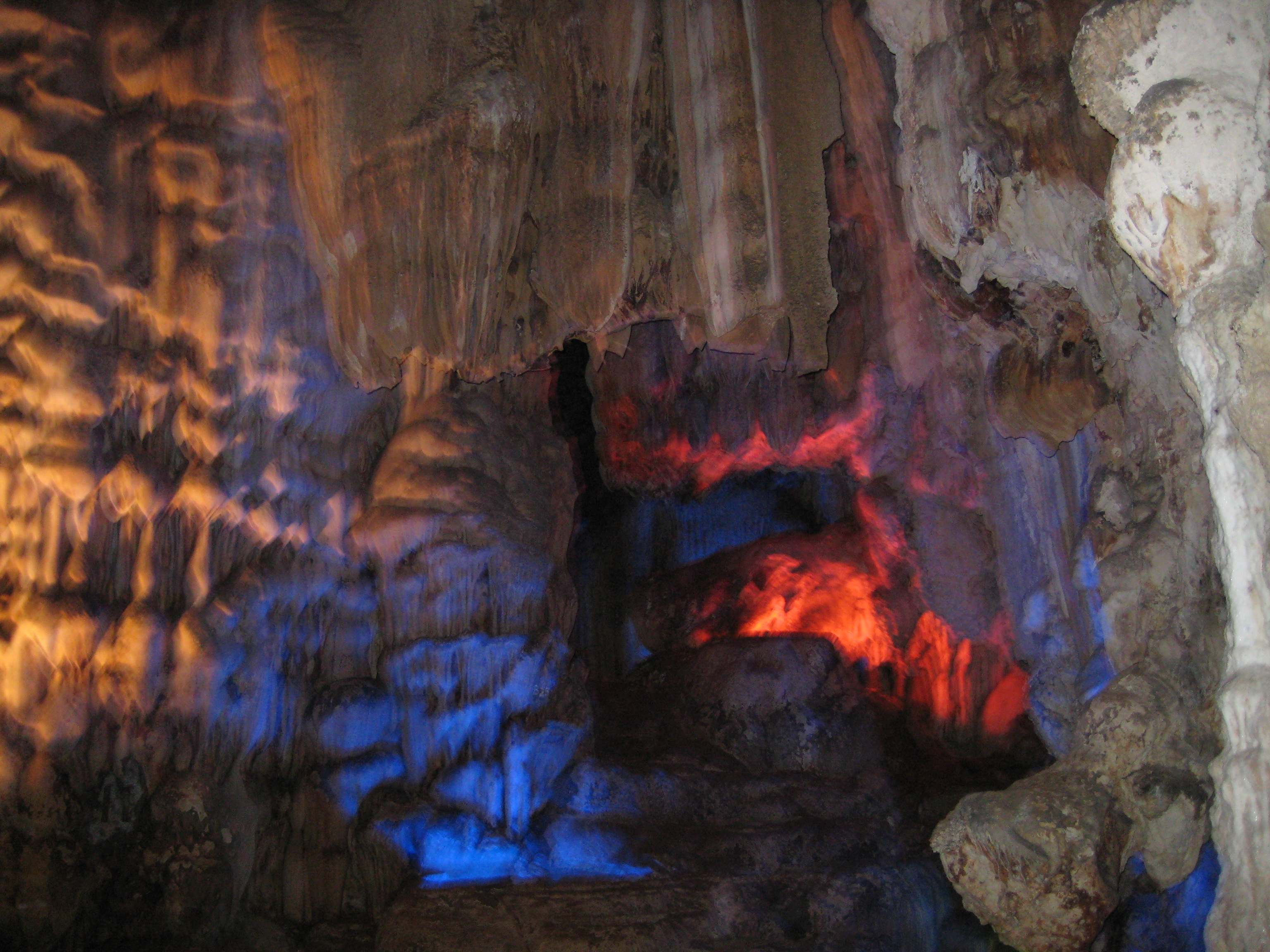
Thạch nhũ ở động Phong Nha, Quảng Bình.

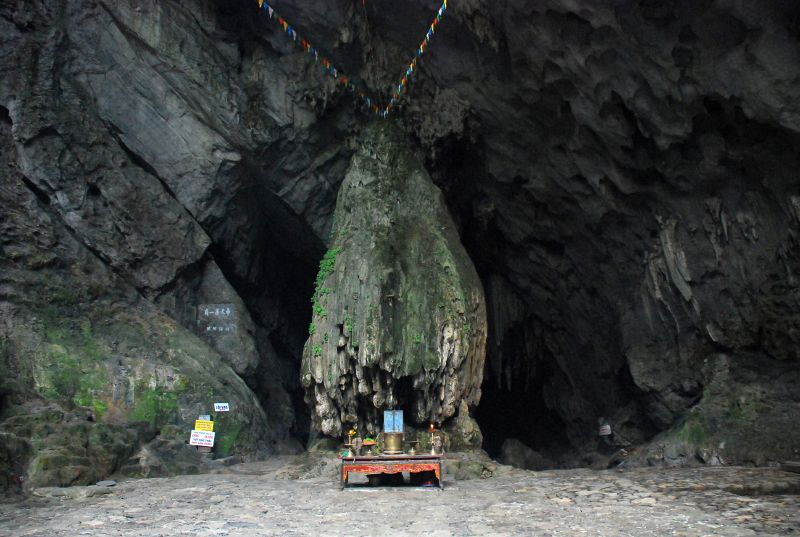
Đụn gạo trong động Hương Tích.

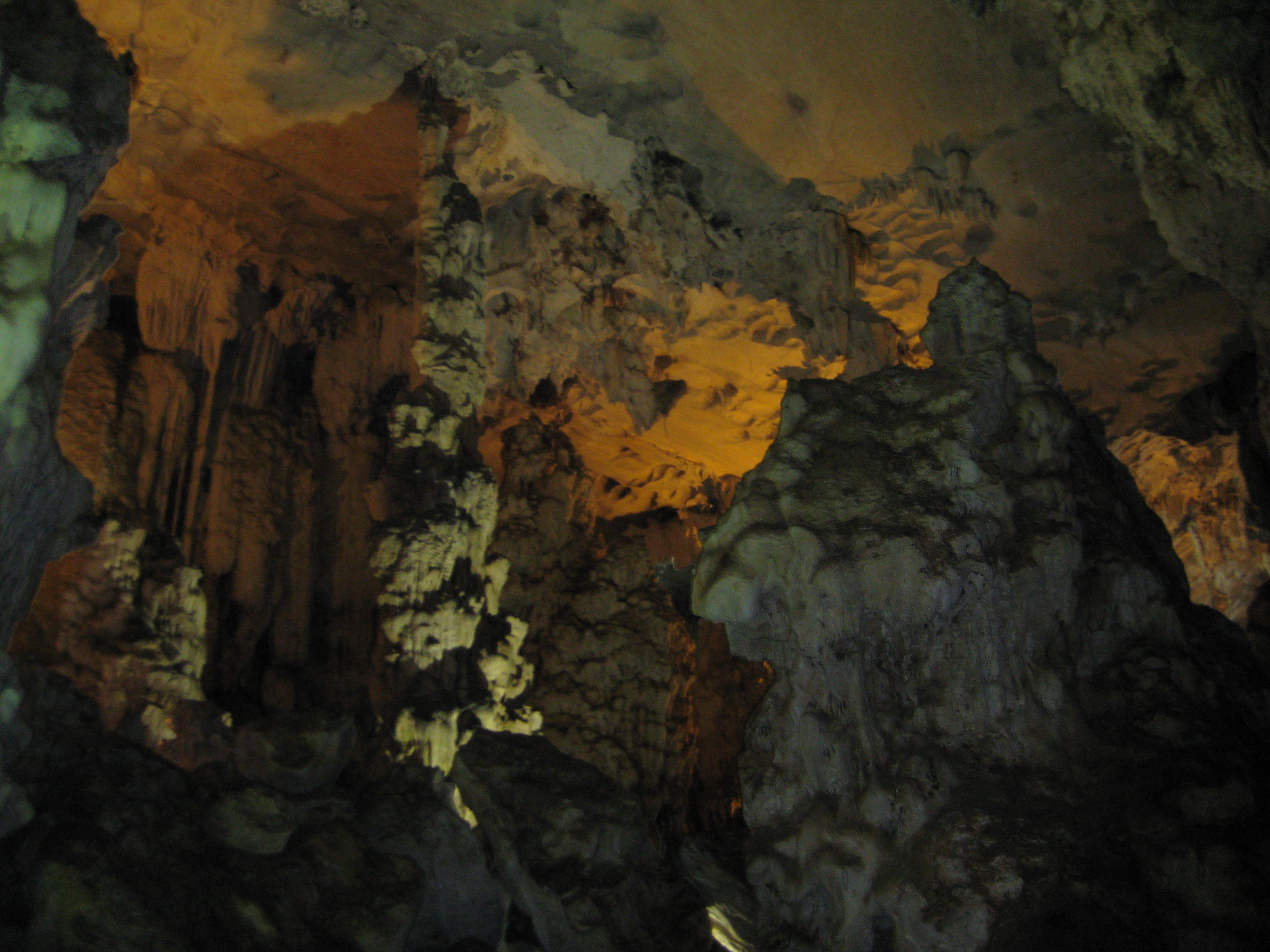
Thạch nhũ trong động Vân Trình ở Ninh Bình

Thạch nhũ được tạo thành từ CaCO3 và các khoáng chất khác kết tụ từ dung dịch nước khoáng. Đá vôi là đá chứa calci carbonat bị hoà tan trong nước có chứa khí carbon dioxide tạo thành dung dịch Ca(HCO3)2. Phương trình phản ứng như sau:
CaCO(r)
3 + H
2O
(l) + CO(kh)
2 → Ca(HCO
3)(dd)
2
Dung dịch này chảy qua kẽ đá cho đến khi gặp vách đá hay trần đá và nhỏ giọt xuống. Khi dung dịch tiếp xúc với không khí, phản ứng hoá học tạo thành thạch nhũ như sau:
Ca(HCO
3)(dd)
2 → CaCO(r)
3 + H
2O
(l) + CO(dd)
2
Thạch nhũ "lớn" lên với tốc độ 0,13 mm một năm. Các thạch nhũ "lớn" nhanh nhất là những nơi có dòng nước dồi dào carbonat calci và CO2, tốc độ lớn có thể đạt 3 mm mỗi năm.
Mọi thạch nhũ đều bắt đầu với một giọt nước chứa đầy khoáng chất. Khi giọt nước này rơi xuống, nó để lại phía sau một vòng mỏng nhất chứa calcit. Mỗi giọt tiếp theođược hình thành và rơi xuống đều ngưng tụ một vòng calcit khác. Cuối cùng, các vòng này tạo thành một ống rỗng rất hẹp (0,5 mm), nói chung gọi là thạch nhũ "cọng rơm xô đa". Các cọng rơm xô đa có thể mọc ra rất dài, nhưng nói chung rất dễ gãy. Nếu chúng bị bít lại bởi mảnh vụn, nước bắt đầu chảy ở mặt ngoài, ngưng tụ nhiều calcit hơn và tạo thành thạch nhũ hình nón quen thuộc hơn. Cùng các giọt nước này rơi xuống từ đầu của thạch nhũ ngưng tụ nhiều calcit hơn trên nền phía dưới, cuối cùng tạo thành măng đá thuôn tròn hay hình nón. Không giống như thạch nhũ, các măng đá không bao giờ bắt đầu như là một "cọng rơm xô đa" rỗng.  Khi có đủ thời gian, các dạng hình thành này có thể gặp nhau và hợp nhất để tạo thành các cột đá.
Thạch nhũ cũng có thể hình thành trong các ống dung nham, mặc dù cơ chế hình thành của nó đủ khác biệt.

### Bê tông
Các thạch nhũ cũng có thể hình thành trên bê tông cũng như từ các mối hàn chì nếu có sự rò rỉ chậm của nước và đá vôi (hay các khoáng vật khác) có trong nguồn cấp nước, mặc dù chúng hình thành nhanh hơn nhiều so với khi trong môi trường hang động tự nhiên.
Cách thức mà thạch nhũ hình thành trên bê tông là do bản chất hóa học khác so với sự hình thành của các thạch nhũ trong các hang động đá vôi và là kết quả của sự hiện diện của calci oxide trong bê tông. Calci oxide này phản ứng với bất kỳ lượng nước mưa nào thẩm thấu vào bê tông và tạo thành dung dịch chứa calci hyrdooxide. Phản ứng hóa học của nó là:
CaO
(r) + H
2O
(l) → Ca(OH)(dd)
2
Theo thời gian dung dịch hiđroxide calci này thoát ra tới rìa của khối bê tông và nếu bê tông là treo lơ lửng trong không khí, chẳng hạn, trên trần nhà hay các xà rầm thì nó sẽ nhỏ giọt xuống từ các rìa này. Khi điều đó xảy ra thì dung dịch tiếp xúc với không khí và một phản ứng hóa học khác sẽ xảy ra. Đó là phản ứng của dung dịch với carbon dioxide trong không khí và tạo thành các ngưng tụ của carbonat calci:
Ca(OH)(dd)
2 + CO(kh)
2 → CaCO(r)
3 + H
2O
(l)
Khi các giọt dung dịch này nhỏ xuống nó sẽ để lại phía sau các hạt calci carbonat và theo thời gian chúng sẽ tạo thành thạch nhũ. Thông thường các thạch nhũ này chỉ dài vài centimet với đường kính chỉ khoảng nửa centimet.

## Kỷ lục
Trong khi người ta cho rằng thạch nhũ dài nhất là các thạch nhũ treo trong khoang Rarities tại Gruta Rei do Mato (Sete Lagoas, Minas Gerais, Brasil) với độ dài 20 m, nhưng các hang động theo chiều thẳng đứng thường có thể có các thạch nhũ dài hơn khi được phát hiện. Một trong các thạch nhũ dài nhất có thể được nhìn thấy nằm tại hang Doolin, hạt Clare, Ireland, trong khu vực karst gọi là The Burren, với ấn tượng đặc biệt hơn là thạch nhũ này được giữ bởi một tiết diện calcit có diện tích nhỏ hơn 0,3 mét vuông. Khoang White trong hang trên của hang động Jeita tại Liban giữ một thạch nhũ dài 8,2 m, được cho là thạch nhũ dài nhất trên thế giới mà các du khách cũng có thể tiếp cận.
Ở Việt Nam, thạch nhũ có ở vịnh Hạ Long, Tam Cốc-Bích Động, hang động Tràng An, động Tam Thanh, động Phong Nha, động Thiên Đường.

## Thư viện ảnh

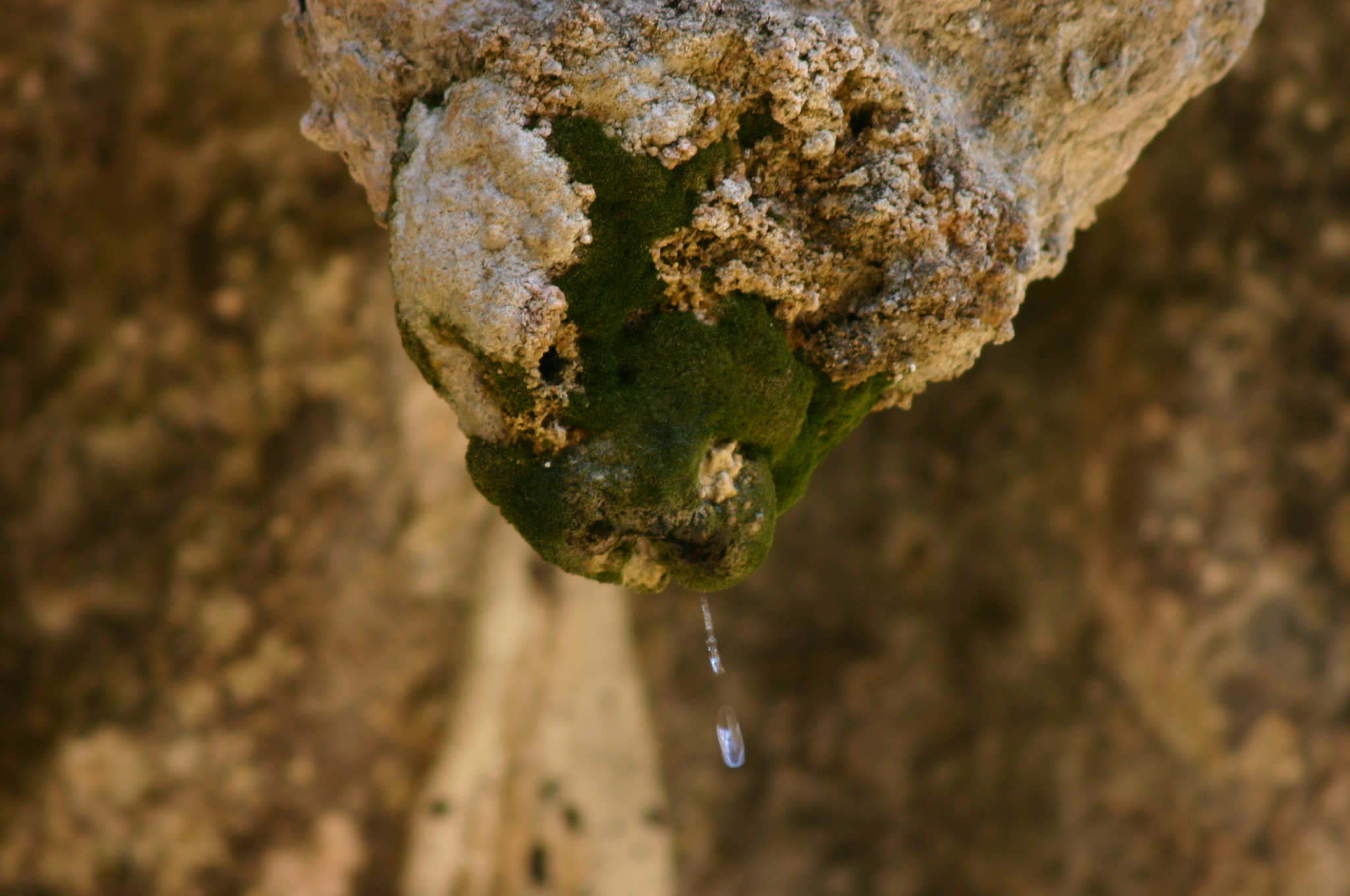
Một giọt nước thoát ra từ ống trung tâm của nhũ đá.
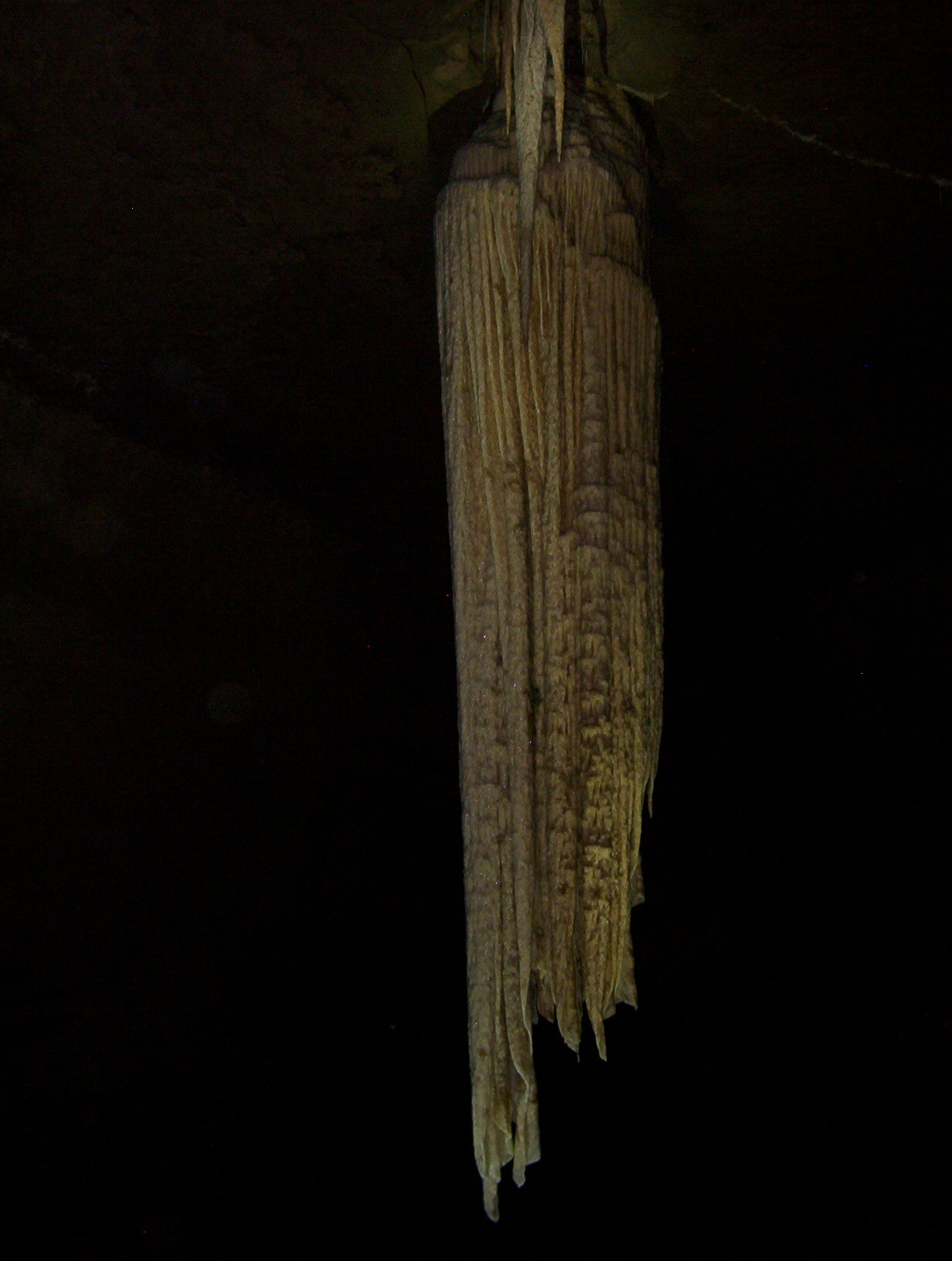
Nhũ đá tại hang Doolin, Ireland dài 6,54 m (20 ft).
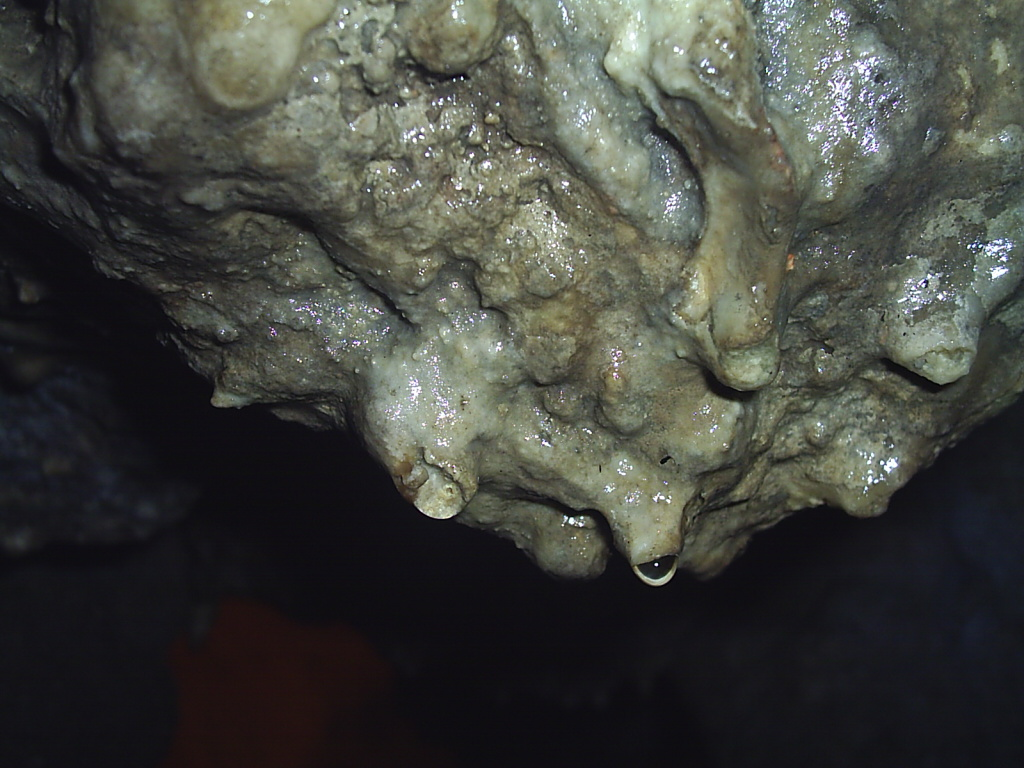
Một giọt nước khoáng tạo thành từ đầu mút của nhũ đá.
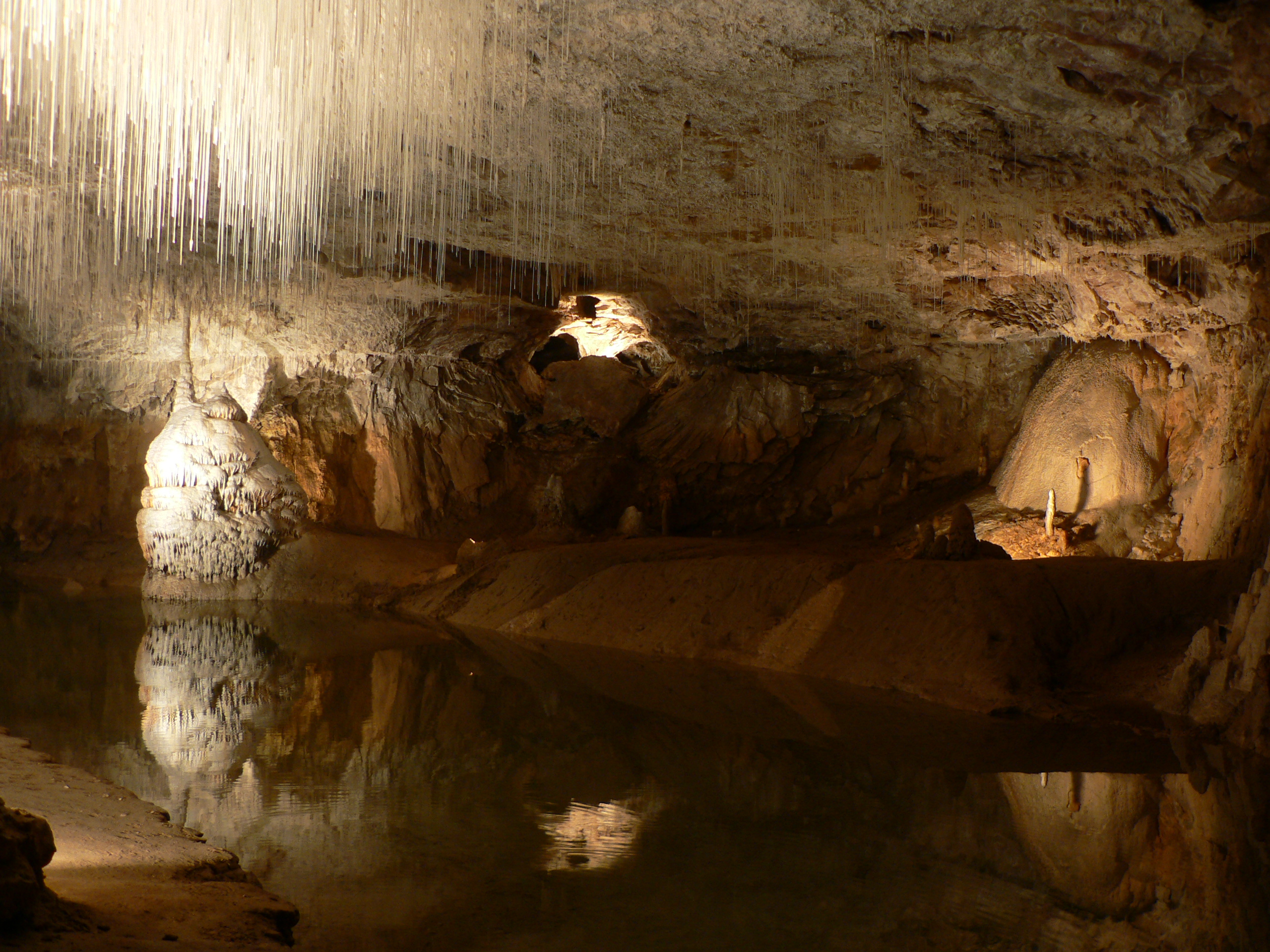
Các nhũ đá từ hang Choranche ở Vercors, Pháp
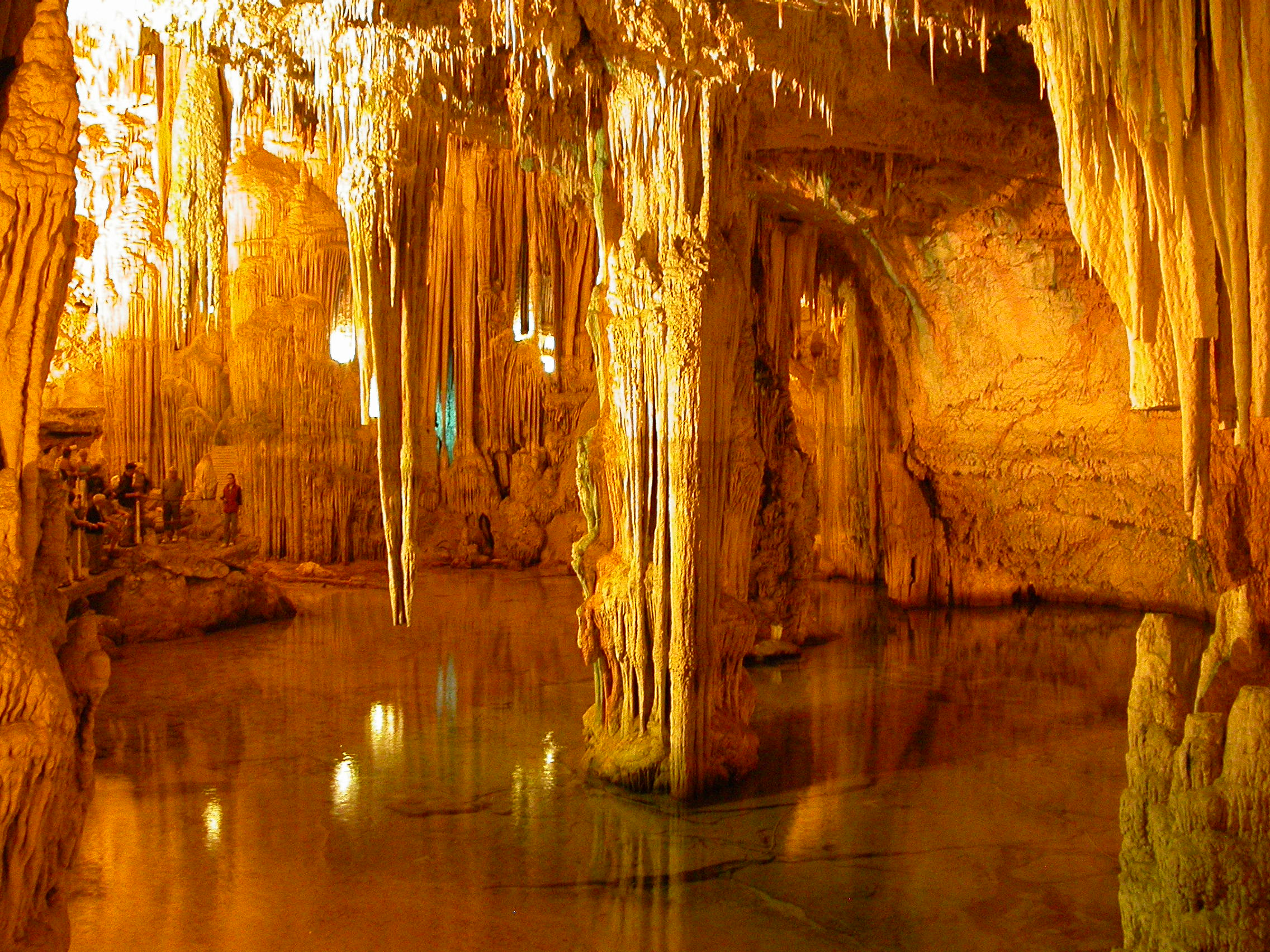
Nhũ thạch tại Hang Neptune, Alghero, Ý.